# Hôtel Amelot de Bisseuil

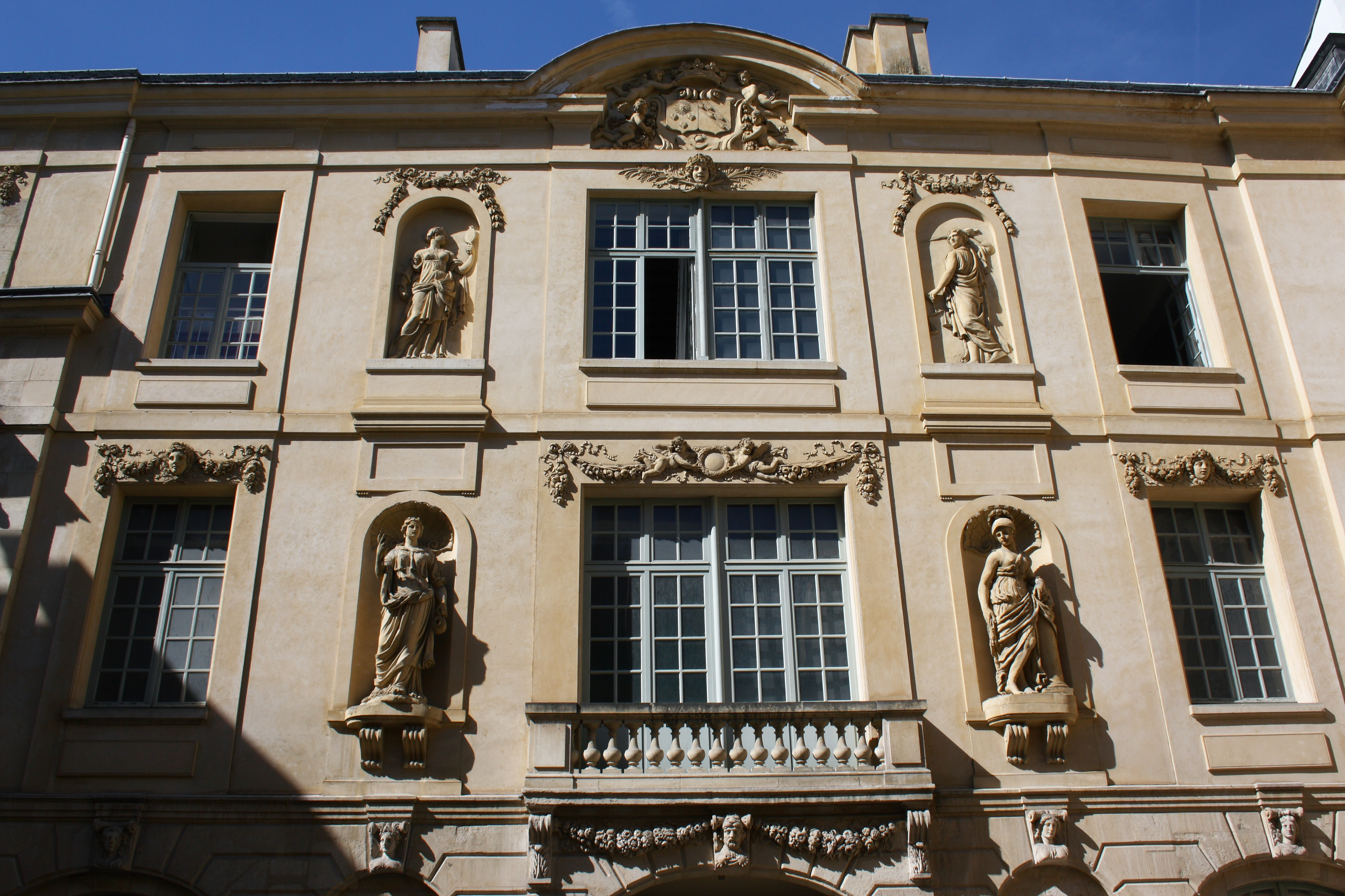
Fasáda na druhém nádvoří

Hôtel Amelot de Bisseuil též Hôtel des Ambassadeurs de Hollande (Palác holandských vyslanců) je soukromý městský palác v Paříži. Nachází se v historické čtvrti Marais mezi ulicemi Rue Vieille-du-Temple (vstup v č. 47) a Rue des Guillemites (vstup v č. 10) ve 4. obvodu. Barokní palác postavil v letech 1657–1660 francouzský architekt Pierre Cottard. Stavba je od roku 1924 chráněná jako historická památka.

## Historie
Na místě dnešní stavby se už ve 14. století nacházelo šlechtické sídlo Hôtel de Rieux, ve kterém v roce 1407 přívrženci burgundského vévody Jana Nebojácného zavraždili Ludvíka I. Orleánského, bratra krále Karla VI. V 17. století ho do vlastnictví získal státní rada Denis Amelot de Chaillou, který kolem roku 1650 pověřil architekta Pierra Cottarda výtavbou nového paláce. Stavbu dokončil až syn zadavatele, Jean-Baptiste Amelot de Bisseuil v letech 1657–1660. Po smrti jeho dcery byl palác prodán a několikrát změnil majitele.

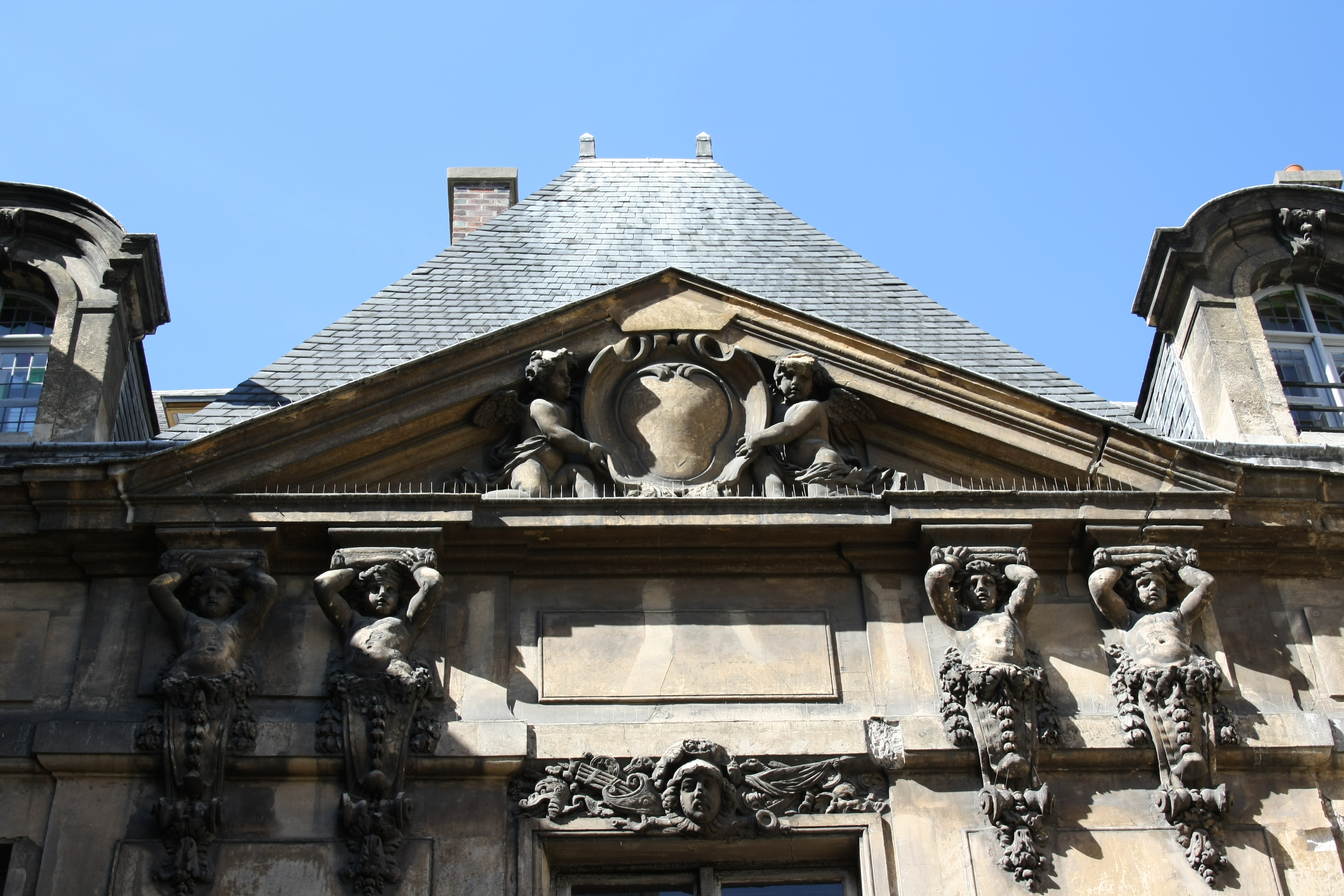
Fronton na prvním nádvoří

Od roku 1749 se budova nazývala rovněž Hôtel des Ambassadeurs de Hollande. Označení mohlo vzniknout tím, že si palác dříve pronajal vyslanec Spojených provincií a jeho kaplan Maurice Guitton, který zde žil do roku 1727, v místní kapli, která se nedochovala, sloužil protestantské mše. Po odvolání ediktu nantského roku 1685 byly protestantské bohoslužby umožněny pouze v domech zahraničních diplomatů.
V roce 1760 palác získal Louis Le Tellier († 1785) a nechal zde provést rozsáhlé přestavby, mj. odstranit velké schodiště a kapli. V roce 1776 si budovu pronajal Pierre-Augustin Caron de Beaumarchais, který zde žil do roku 1788, a napsal zde Figarovu svatbu (1778), kterou Mozart využil jako předlohu pro svou operu. Beaumarchais zřídil v paláci pobočku obchodu se zbraněmi (Rodriguez, Hortalez & Compagnie), který za podpory Francie a Španělska zásoboval povstalce v Americké válce za nezávislost.
Během Velké francouzské revoluce byla v paláci zřízena veřejná míčovna. Později byl rozdělen na obchody a dílny. Vnitřní zdi byly strženy a výzdoba byla sejmuta a rozprodána. Nádvoří bylo zastavěno dílnami.
V roce 1924 koupil palác inženýr Paul Brenot, průkopník nezdrátové komunikace a nechal ho restaurovat. V roce 1951 palác koupil Paul-Louis Weiller (1893–1993), průmyslník a spoluzakladatel leteckého průmyslu ve Francii, který jako mecenáš umění provedl další restaurační práce. V roce 2010 palác koupila za 38 miliónů eur společnost s nemovitostmi Acanthe Développement.

## Architektura
Barokní palác postavil architekt Pierre Cottard. Historická budova má rozlohu 1718 m2 a je doplněná novější stavbou s rozlohou 794 m2 a 270 m2 v podzemí. Hlavní portál na ulici Rue Vieille-du-Temple vytvořil sochař Thomas Regnaudin (1622–1706). V tympanonu jsou dvě sedící postavy z římské mytologie, na každém křídle dveří je hlava Medusy a nad ní anděl se znakovou kartuší. Tympanon na vnitřní straně portálu představuje Faustula, který nachází Romula a Rema kojené vlčicí. Také vnitřní strana dveří je zdobená reliéfy s alegorickými figurami.

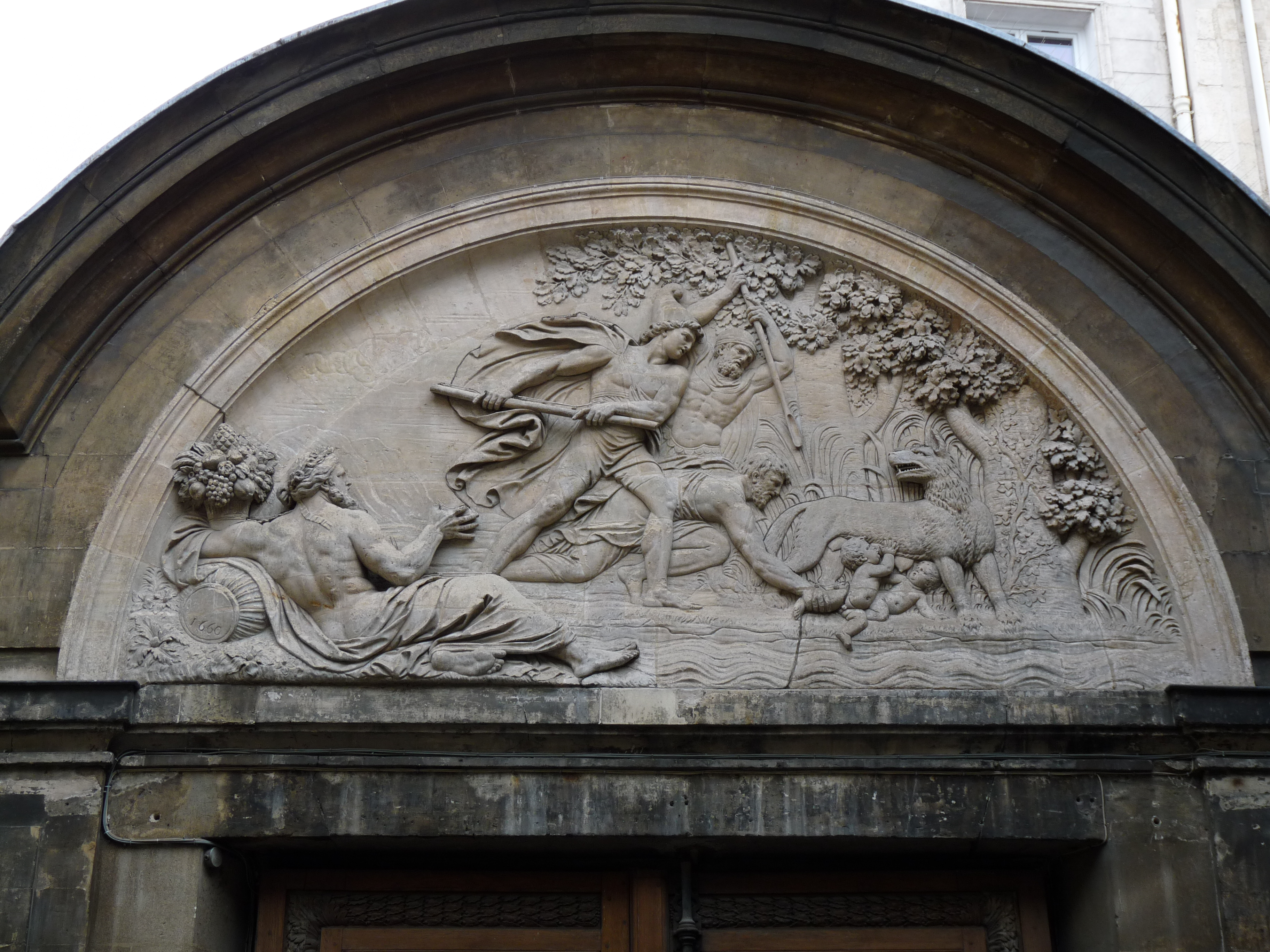
Tympanon na prvním nádvoří

Palác má namísto jednoho nádvoří a zahrady nádvoří dvě: první, čestné nádvoří má v přízemí průchod doplněný zvnějšku pilastry, které nesou balkon s kamennou balustrádou. Fasáda hlavní budovy je zakončena trojúhelníkovým frontonem, který podpírají čtyři Atlanti. Ve frontonu jsou dvě putti, kteří drží kartuši s erbem rodiny Amelot de Bisseuil. Na fasádách bočních pavilonů jsou v grisaille namalovány sluneční hodiny. Vytvořil je matematik a karmelitán Jean Truchet (1657–1729). Zdi průchodu jsou členěny arkádami a zdobeny reliéfy a bustami v antickém stylu.
Druhé nádvoří je větší. Jeho severní stěna je zdobená korintskými pilastry a slepou arkádou, jejíž oblouky jsou vyplněny reliéfy představující umění a divadlo. Fasáda západního křídla má čtyři niky, ve kterých jsou alegorie ctností, a maskarony nad okny. Fasáda je zakončena štítem, ve kterém čtyři putti drží kartuši se znakem. Průchod v přízemní vede na ulici Rue des Guillemites. V přízemí jižního křídla bývala remíza pro kočáry. V prvním patře nad ní je široký balkon s kovovou mříží.

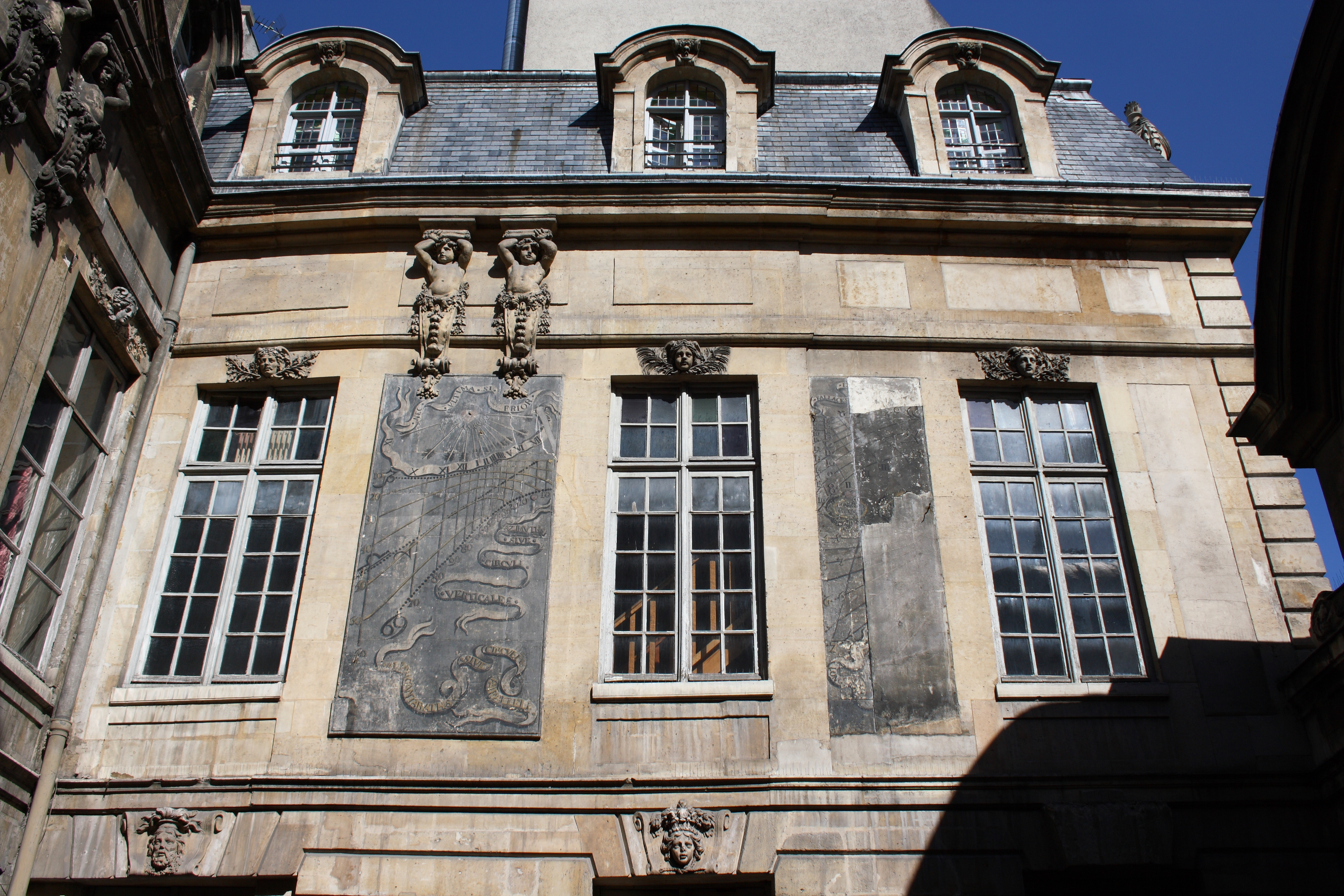
Sluneční hodiny na prvním nádvoří

Fasáda vedoucí na ulici Rue des Guillemites byla renovována v letech 1997–2000.
V interiéru se dochovala původní výzdoba, která byla restaurována. Dveře a dřevěné táflování z komnat, které se nepoužívaly, a sochařská výzdoba bývalého schodiště, byly částečně přeneseny do jiných prostor.
Galerie de Psyché je zdobená korintskými pilastry, bohatými ostěními kolem dveří a oken a četnými sochami. Malby na stěnách a na stropě vytvořil Jean-Baptiste Corneille (1649–1695).
V bývalé ložnici, tzv. Italském pokoji (Chambre à l'italienne) se dochoval malovaný strop, který představuje kupoli a s malbou svatby Hérakla a Hébé.
Salon de Flore má strop, který vymaloval Joseph Maria Vien.